# Neoalsomitra capricornica
Neoalsomitra capricornica är en gurkväxtart som först beskrevs av F. Müll., och fick sitt nu gällande namn av Hutchinson. Neoalsomitra capricornica ingår i släktet Neoalsomitra och familjen gurkväxter. Inga underarter finns listade i Catalogue of Life.